# 生命真谛
《生命真谛》是美国歌手凱莉·克萊森的第八张录音室专辑，于2017年10月27日由大西洋唱片发布，是克拉克森在大西洋唱片的首张专辑。专辑由克拉克森本人和克雷格·卡尔曼执行制作。
《生命真谛》是克拉克森在出道单曲〈Miss Independent〉后首次涉足灵魂乐和R&B的音乐作品，改变了此前在RCA唱片时的流行和流行摇滚的风格，重拾在《美国偶像》时的多流派表演。专辑的创作受到1990年代音乐和艾瑞莎·弗兰克林、玛丽亚·凯莉、惠特尼·休斯顿、En Vogue和邦妮·雷特的音乐的影响，克拉克森希望专辑能唤起这些音乐家早期作品里的“灵魂乐”精神。克拉克森为实现该目标，委托杰西·沙特金、格萊格·科爾斯汀、Mozella、杰森·哈尔伯特、The Monarch、米克·舒尔茨、Harloe等参与创作。专辑中曲目有共同的主题：关注生活中的人际关系、活在当下、享受爱意。
《生命真谛》收到乐评人的广泛好评，他们称赞克拉克森新发现的信心与专辑的凝聚力。专辑在公告牌二百强专辑榜上空降第三。专辑在第61届格莱美奖上获得最佳流行演唱专辑提名；专辑中单曲〈Love So Soft〉在第60届格莱美奖上获得最佳流行表演奖项提名。

## 背景
2016年，凱莉·克萊森的第七张录音室专辑《愛情拼圖》问世，并于同年发行其混音版。此后，由于2002年在《美國偶像》第一季中获得了冠军，为兑现嘉奖承诺，RCA唱片和19唱片与她签订了唱片合约。在以前的合同结构中，十九唱片有限公司掌握着母带唱片的录音权。RCA的高管彼得·埃奇和汤姆·科森称，此次他们打算直接与凯莉签约，而不涉及十九唱片有限公司。新合约涵盖三张专辑，且每张专辑需预付100万美元，而之前的合约虽签订了六张专辑，但每张仅预付50万美元。科森认为凯莉与索尼音樂娛樂高管克莱夫·戴维斯的关系可能会导致报价上有小小不同。
凯莉明白新合约得益于她与埃奇和科森关系交好，但她认为这是一场“包办婚姻”。于是她的管理团队请见了华纳音乐纳什维尔分公司的高管约翰·埃斯波西托。约翰随后约见了大西洋唱片公司的高管克雷格·卡尔曼和朱莉·格林沃尔德。大西洋唱片公司提供了一份长期合同，凯莉能拥有更多的创作自由。2016年6月24日，華納音樂集團宣布，凯莉已与大西洋唱片公司签订长期合约，她将着手准备下一张专辑，风格为灵魂乐和节奏布鲁斯，目前定于次年发行。此次转投大西洋唱片公司，她得以与彼得·甘巴格重逢，后者曾于2009年协助她制作了第四张专辑《非要不可》。同年，卡尔曼和彼得邀请凯莉为《汉密尔顿》百老汇原声带演唱曲目《静悄悄的城郊》，这也是她首次出现在大西洋唱片中。

## 作曲解读

### 主题与影响

《生命真谛》的图标中，各单词以圆圈呈现，而不是出现在圆中心。凯莉以此强调生活中彼此存在联系，并非不受人青睐。

贯穿《生命真谛》的主题是“连系”，其歌词主要围绕着“爱与生活，根植于过去，重点在当下”而展开。当被问及 “生命的意义”时，她认为“生命与连系有关”。因此专辑名字以圆圈呈现，强调个体发散开来，并互相连系，而并非有人主导、有人臣服。她将这张专辑出彩归功于合作的音乐家、歌手、工程师、制作人们，并希望能向听众展示出他们的音乐特色。克拉克森的音乐灵感主要来自1990年代的歌曲。歌手艾瑞莎·富兰克林，玛丽亚·凯里，惠特尼·休斯敦，恩·沃格和邦妮·雷特的早期灵魂类唱片也影响了凯莉，于是在高中她开始唱歌，并最后步入音乐行业。最早是艾瑞莎的音乐启发了她。她以“如果艾瑞莎出生当下，会制作怎样的唱片呢？”来指引自己。同时，卡尔曼确保唱片听起来符合当下，“并非怀旧和复古”，而是“充满现代气息，融合了那些我们称之为标准的最佳唱片”。有人认为《生命真谛》娓娓道来其中的深情，是一张节奏布鲁斯唱片；有人称其为“灵魂流行乐”或“流行灵魂乐”唱片；还有人同时将其归类为灵魂类和节奏布鲁斯类唱片。《时代》的赖莎·布鲁纳视其为“深情婉转的颂歌与欢快流行乐的融合作品”，而《华盛顿刀锋》的乔什·贝尔认为该专辑“尽管是流行类曲目，但相较以前的作品，其更深情、更充满布鲁斯特色。
大西洋唱片公司称，与凯莉的合作注定将打造《生命真谛》成一张“感性”的流行乐唱片、凯莉的第一张灵魂类和节奏布鲁斯类唱片；一张她初中时期就想制作的专辑，但又同时是张极富“成熟女性魅力”的唱片。她清楚年轻时的自己还无法作出这类歌词，因为“只有时过境迁，生活足够丰富，才能产出这份作品。”以前她会参与作词，但这次她不想占用家庭生活来努力写歌，于是只写了一小部分内容。凯莉委托作词人写出她当前的精神状态，比如展示出婚姻中因与他人存在情感、心理和肉体上的连系，她是如何处理随之而来的复杂事件的；以及一个多年深受他人性别批评其外表的成熟女性是如何调整心态，对皮肤充满自信的。为了运用这些理念，她邀请了几位词作者，其中包括哈洛。 

### 歌曲分析
专辑以《片刻就好》开场，由君王团队制作，歌词部分由吉姆·麦考密克和凯蒂·珀尔曼主写，时长一分钟，主要是对自我的审视。凯莉日常需同时兼顾家庭和工作，导致她难以享受片刻的宁静，可以说这支介绍曲为她量身定做。沙特金，莫泽拉和普莉希拉·雷内携手制作了第二首歌曲《柔情蜜意》，它不仅致敬经典布鲁斯，还极具现代感。君王团队和米克·舒尔茨创作了第三首歌曲《寻求温度》，并邀哈洛和迈克尔·波拉克共同作词。凯莉认为这首歌里的彼此正承诺全身心投入，这使她想起了与丈夫的关系。第四首歌曲《生命真谛》和专辑同名，由英国歌手詹姆斯·莫里森、伊尔西·沙伯和沙特金共同创作，后者负责歌曲制作。詹姆斯和沙特金最初为《爱情拼图》专辑制作了这首曲子，但当时凯莉认为歌曲主题不合。直到制作《生命真谛》她才使用了这支曲子，并以此协助其他制作人制作后续歌曲。第五首歌曲《就那样感动你》由尼克·鲁斯、艾米·库尼和莫利·凯特·凯斯纳共同撰写。尼克负责歌曲制作，艾米建立歌曲的框架，以缩减宗教音乐与世俗音乐之间的鸿沟。凯莉与贾西弗、诺瓦瓦夫、丹尼西亚·安德鲁斯、布列塔尼·科尼、菲德·马加、沙特金共同撰写了第六首曲目《完美女人》，后四位艺术家负责歌曲制作。通过运用美国南方文化常见的隐喻，号召给予女性更多的权利（主要针对德克萨斯女性，其中包括凯莉自己）。由瓦丁·怀特带领，从风火地成员团中选出参演者。
以凯里的歌曲《情感》（1991）为创作灵感，舒尔茨和哈洛共同创作了第七首曲目《你不是我的治愈良药》。后续曲目《请别这样残酷》由君王团队、哈洛和帕特·莱恩汉撰写，并由杰森·哈尔伯特制作，后者向对方致以敬意。君王团队和沙特金创作了第九首歌《为你付出一切》，由戴维森、奥德拉·梅和珀尔曼共同创作，这首歌讲述的是，一个舍心交付却惨遭抛弃的女人，朝着一个男人嘶吼。凯莉曾亲眼目睹身边亲人的感情失败，在询问他们后，她与制作人格雷格·库斯汀共同撰写了歌曲《这是否叫爱》。第十一首歌曲《不再想你》由哈洛、迈克尔·波拉克和君王团队携手制作。因凯莉希望通过歌谣来展示她的嗓音，于是哈洛根据她过去的恋情创作了这首歌。鲁斯、库尼和凯斯特纳创作了第十二首曲目《轻歌慢舞》，这首歌讲述了一个希望男方缓缓行事的女人，她不希望男方过早学会如何讨女人欢心。凯莉、沙特金和莫泽拉共同创作了专辑的后两首歌：《卸掉伪装吧》（侧重男人应学会诚实面对自己的情感）和《奔向巅峰》（灵感来自美国前第一夫人米歇尔·奥巴马在2016年民主党全国代表大会上的讲话）。 